# Galen Young
Pour les articles homonymes, voir Young.
Galen Young, né le 16 octobre 1975, à Memphis, au Tennessee, et mort le 5 juin 2021, est un joueur et entraîneur américain de basket-ball. Il évolue aux postes d'arrière et d'ailier.

## Palmarès
- Champion CBA 2007
- MVP CBA 2007
- All-CBA First Team 2007
- All-Rookie First Team CBA 2000
- Meilleur passeur CBA 2007
- Meilleur rebondeur CBA 2009